# リリース候補版
リリース候補版（リリースこうほばん）とは、製品として正式に公開されるソフトウェアの候補となるバージョン（版）である。製品候補版も同義である。英語では「Release Candidate（リリース キャンディデート）」と呼ばれ、頭文字を取って「RC」と略して表記される。

## 概要
リリース候補版は、ベータ版よりもさらに製品版に近い品質を有する。
この版は開発側によって、幅広いユーザー層に試用してもらう目的で無償・期限付きで提供されることがある。開発側にとっては、製品版の候補となるソフトウェアを多くの人々に利用してもらうことで、潜在的に重大なバグや見落としてしまった欠陥が発見され、それらを修正する機会を得られるメリットがある。一方、利用者側にとっては、いち早く製品版に搭載される機能や使い勝手などを体験できるメリットがある。
リリース候補版は、潜在的な（時には深刻な）欠陥を含んでいることがあるため、利用者のコンピュータ環境に何らかの悪影響をもたらす可能性がある。そのため、利用の際には十分な注意が必要である。
重大な欠陥が発見された場合は、それを修正した候補版が再度提供されることがある。その場合は「RC1、RC2、RC3」のように、提供順に増加した番号が付加されていく。一方、特に重大な欠陥が発見されず、製品版としての品質に達したと認められる場合は、若干の手直しをしたあと製品版として正式に公開されることになる。
リリース候補版はあくまでも「試用版」である。そのため、製品版への転換を促すために使用期限が設けられているほか、期限が近づくと動作に制限が加わるケースもある。